# Stefano Bernardi
Stefano (nebo Steffano) Bernardi (18. března 1580, Verona – 15. února 1637, tamtéž), přezdívaný il Moretto, byl italský hudební skladatel, teoretik a římskokatolický kněz.

## Život a kariéra
Narodil se ve Veroně, kde působil jako maestro di cappella ve veronské katedrále v letech 1611 až 1622, později odešel do Salcburku, kde byl zodpovědný za hudbu v salcburské katedrále. Tam mimo jiné v roce 1628 složil monumentální Te Deum pro 12 sborů, které se však nedochovalo. V Salcburku byl vysvěcen na kněze a stal se doktorem práv. Na konci života se vrátil do rodné Verony.
Bernardiho dílo sleduje přechod od pozdně renesanční hudby k ranému baroku; některé jeho skladby jsou v polyfonním stylu Palestriny a jiné v novém stylu concertato. Skládal duchovní i světskou hudbu; je autorem několika mší a motet, dále sinfonií a tří knih madrigalů. Napsal také pojednání o kontrapunktu, které vyšlo v roce 1615. Zemřel ve své rodné Veroně roku 1637.